# Братская улица (Екатеринбург)
Бра́тская у́лица — улица в жилом районе «Вторчермет» Чкаловского административного района Екатеринбурга.

## История и происхождение названий
Возникновение улицы было обязано строительству здесь в годы Великой Отечественной войны завода «Вторчермет» и рабочего посёлка при нём. На плане Свердловска 1947 года и на карте 1958 года улица фиксируется под своим современным названием на участке между Агрономической улицей и улицей Титова, застройка по улице обозначена как перспективная.
Современная жилая застройка — 3—26-этажная, с преобладанием многоэтажных жилых домов типовых серий.

## Расположение и благоустройство
Улица проходит с востока на запад между Военной и Сухоложской улицами. Начинается от пересечения с улицей Титова и заканчивается Т-образным перекрёстком с улицей Патриса Лумумбы. Пересекается с Агрономической улицей. Примыкания других улиц отсутствуют.
Протяжённость улицы составляет около 750 метров. Ширина проезжей части — около 6 м (две полосы в единственную сторону движения). На всем протяжении улицы имеется один светофорный перекресток — на пересечении Братской и Агрономической улиц. С обеих сторон улица оборудована тротуарами и уличным освещением. Нумерация домов начинается от улицы Титова.

## Примечательные здания и сооружения
- № 11б — детский сад № 362.
- № 16а — детский сад № 121.
- № 27 — 24-26-этажный жилой комплекс «Три-Д-Клуб».

## Транспорт
Автомобильное движение на всей протяжённости улицы одностороннее, в западном направлении.

### Наземный общественный транспорт
Движение наземного общественного транспорта по улице не осуществляется. Ближайшие к началу улицы остановки общественного транспорта — «Братская», к концу улицы — «Московская» (Звёздная ул.) и «Зенитчиков» (близ перекрёстка Новосибирской 2-й и Палисадной улиц).

### Ближайшие станции метро
Действующих станций Екатеринбургского метрополитена поблизости нет. Проведение линий метро в район улицы не запланировано. Ближайшая к началу улицы станция 1-й линии метро —  Ботаническая (2,4 км по прямой), до которой отсюда можно добраться на трамвае № 34 от остановки «Братская» (ул. Титова).